# Policijska akademija 6: Grad pod opsadom
Policijska akademija 6: Grad pod opsadom (engleski izvornik: Police Academy 6: City Under Siege), američka filmska komedija iz 1988. godine, šesta iz franšize Policijske akademije.

## Sažetak
Val zločina pogodio je gradsku četvrt Wilson Heights. Kapetan Harris i poručnik Proctor dobili su zadaću to riješiti ali bez uspjeha. Pod gradonačelnikovom prijetnjom, moraju surađivati s Lassardom koji je okupio ekipu od sedmero policajaca radi rješavanja zločina.

## Uloge

### Policija
- Matt McCoy kao Nick Lassard
- Michael Winslow kao Larvell Jones
- David Graf kao Eugene Tackleberry
- Bubba Smith kao Moses Hightower
- Marion Ramsey kao Laverne Hooks
- Leslie Easterbrook kao Debbie Callahan
- George Gaynes kao Eric Lassard
- G. W. Bailey kao Thaddeus Harris
- Lance Kinsey kao Proctor
- George R. Robertson kao Henry Hurst
- Bruce Mahler kao Douglas Fackler

### Ostali
- Kenneth Mars kao Gradonačelnik i Mastermind
- Gerrit Graham kao Ace
- Brian Seeman kao Flash
- Darwyn Swalve kao Ox
- Sippy Whiddon kao M.G.
- Daniel Ben Wilson kao Eugene Tackleberry, ml.
- Allison Mack kao Djevojčica
- Arthur Batanides kao g. Kirkland
- Dean Norris kao Policajac
- Roberta Haynes kao Putnica U Autobusu

## Vanjske poveznice
- Warner Brothers Police Academy 6: City Under Siege (eng.)
- Police Academy 6: City Under Siege IMDb (eng.)
- Police Academy 6: City Under Siege TCM-ova podatkovna baza filmova (eng.)
- Police Academy 6: City Under Siege AllMovie (eng.)